# فلیپه رووالکابا
فلیپه رووالکابا (اسپانیایی: Felipe Ruvalcaba‎; ۱۶ فوریهٔ ۱۹۴۱ – ۴ سپتامبر ۲۰۱۹) بازیکن فوتبال اهل مکزیک بود.
از باشگاه‌هایی که در آن بازی کرده‌است می‌توان به باشگاه فوتبال دپورتیوو تولوکا اشاره کرد.
وی همچنین در تیم ملی فوتبال مکزیک بازی کرده‌است.